# Prix Pilgrim
Le prix Pilgrim (Pilgrim Award en anglais) est délivré aux États-Unis par la Science-fiction Research Association aux auteurs ayant contribué à la connaissance et à la recherche dans le domaine de la science-fiction. Il a été institué en 1970 et nommé d'après le titre de l'ouvrage précurseur de J. O. Bailey, Pilgrims Through Space and Time. Inévitablement, le premier prix fut décerné à cet auteur.

## Liste des prix
- 1970 – J. O. Bailey (États-Unis)
- 1971 – Marjorie Hope Nicolson (États-Unis)
- 1972 – Julius Kagarlitski (U.R.S.S)
- 1973 – Jack Williamson (États-Unis)
- 1974 – I. F. Clarke (Royaume-Uni)
- 1975 – Damon Knight (États-Unis)
- 1976 – James E. Gunn (États-Unis)
- 1977 – Thomas D. Clareson (États-Unis)
- 1978 – Brian W. Aldiss (Royaume-Uni)
- 1979 – Darko Suvin (Canada)
- 1980 – Peter Nicholls (Royaume-Uni)
- 1981 – Sam Moskowitz (États-Unis)
- 1982 – Neil Barron (États-Unis)
- 1983 – H. Bruce Franklin (États-Unis)
- 1984 – Everett F. Bleiler (États-Unis)
- 1985 – Samuel R. Delany (États-Unis)
- 1986 – George E. Slusser (États-Unis)
- 1987 – Gary K. Wolfe (États-Unis)
- 1988 – Joanna Russ (États-Unis)
- 1989 – Ursula K. Le Guin (États-Unis)
- 1990 – Marshall B. Tymn (États-Unis)
- 1991 – Pierre Versins (France)
- 1992 – Mark R. Hillegas (États-Unis)
- 1993 – Robert Reginald (États-Unis)
- 1994 – John Clute (Royaume-Uni)
- 1995 – Vivian Sobchack (États-Unis)
- 1996 – David Ketterer (Canada)
- 1997 – Marleen Barr (États-Unis)
- 1998 – L. Sprague de Camp (États-Unis)
- 1999 – Brian Stableford (Royaume-Uni)
- 2000 – Hal W. Hall (États-Unis)
- 2001 – David N. Samuelson (États-Unis)
- 2002 – Mike Ashley (Royaume-Uni)
- 2003 – Gary Westfahl (États-Unis)
- 2004 - Edward James (Royaume-Uni)
- 2005 - Gérard Klein (France)
- 2006 - Fredric Jameson (États-Unis)
- 2007 - Algis Budrys (États-Unis)
- 2008 - Gwyneth Jones (Royaume-Uni)
- 2009 - Brian Attebery (États-Unis)
- 2010 - Eric Rabkin (États-Unis)
- 2011 - Donna Haraway (États-Unis)
- 2012 - Pamela Sargent (États-Unis)
- 2013 - N. Katherine Hayles (États-Unis)
- 2014 - Joan Gordon (États-Unis)
- 2015 - Henry Jenkins (États-Unis)
- 2016 - Mark Bould (Royaume-Uni)
- 2017 - Tom Moylan (Irlande)
- 2018 - Carl Freedman (États-Unis)
- 2019 - John Rieder (États-Unis)
- 2020 - Sherryl Vint (Canada)
- 2021 - Veronica Hollinger (Canada)
- 2022 - Roger Luckhurst (Royaume-Uni)
- 2023 - Steven Shaviro (États-Unis)